# Бабійчук Максим Миколайович
Макси́м Микола́йович Бабійчу́к (нар. 28 квітня 1994, Запоріжжя, Україна) — український футболіст, воротар «Дружба».

## Біографія

### Ранні роки
Вихованець ДЮСШ запорізького «Металурга», де його першим тренером був Микола Роздобудько. З 2007 по 2011 рік провів в цілому 29 матчів в чемпіонаті ДЮФЛ, а з 2008 по 2009 рік зіграв 19 зустрічей в першості ДЮФЛ за СДЮШОР «Космос».

### Клубна кар'єра
На початку 2012 року дебютував у професіональному футболі у складі фарм-клуба запорожців «Металург-2», за який у 6 поєдинках турніру Другої ліги пропустив 7 м'ячів. 1 серпня 2012 дебютував за юніорську (U-19) команду «Металурга» у виїзній грі проти харківського «Металіста», проти команди якого раніше, 27 липня дебютував і за молодіжний (U-21) склад.
Ворота головної команди клубу вперше захищав 17 січня 2015 року, відігравши перший тайм і пропустивши 1 гол у контрольній зустрічі з азербайджанським «Хазаром». 31 жовтня 2015 дебютував в основному складі «Металурга» у виїзному матчі  Прем'єр-ліги проти львівських «Карпат», вийшовши з перших хвилин зустрічі, в якій у результаті пропустив 1 м'яч.
24 січня 2016 року з'явилася інформація, що Максим перебуває на перегляді у харківському «Геліосі». Але в результаті 5 квітня підписав контракт з чернівецькою «Буковиною». Проте вже в літнє міжсезоння розірвав контракт. У липні того ж року став гравцем «Ниви-В», за яку виступав до завершення 2017/18 сезону. У липні 2018 року підписав контракт з клубом «Верес» (Рівне).

### Кар'єра в збірній
У 2014 році викликався в юнацьку збірну України до 20 років.

## Статистика
Станом на 28 серпня 2020 року
| Клуб                   | Ліга         | Сезон     | Чемпіонат | Чемпіонат | Кубок | Кубок | Дубль | Дубль |
| Клуб                   | Ліга         | Сезон     | Ігри      | Голи      | Ігри  | Голи  | Ігри  | Голи  |
| ---------------------- | ------------ | --------- | --------- | --------- | ----- | ----- | ----- | ----- |
| Металург-2 (Запоріжжя) | Друга ліга   | 2011/12   | 6         | −7        | 0     | 0     | 0     | 0     |
| Металург (Запоріжжя)   | Прем'єр-ліга | 2012/13   | 0         | 0         | 0     | 0     | 13    | −14   |
| Металург (Запоріжжя)   | Прем'єр-ліга | 2013/14   | 0         | 0         | 0     | 0     | 12    | −18   |
| Металург (Запоріжжя)   | Прем'єр-ліга | 2014/15   | 0         | 0         | 0     | 0     | 9     | −15   |
| Металург (Запоріжжя)   | Прем'єр-ліга | 2015/16   | 4         | −13       | 0     | 0     | 3     | −12   |
| Буковина (Чернівці)    | Друга ліга   | 2015/16   | 0         | 0         | 0     | 0     | 0     | 0     |
| Нива (Вінниця)         | Друга ліга   | 2016/17   | 5         | −6        | 1     | −1    | 0     | 0     |
| Нива (Вінниця)         | Друга ліга   | 2017/18   | 17        | −9        | 1     | −2    | 0     | 0     |
| Верес (Рівне)          | Друга ліга   | 2018/19   | 13        | −11       | 1     | −1    | 0     | 0     |
| Верес (Рівне)          | Друга ліга   | 2019/2020 | 19        | - 19      | 1     | - 2   | 0     | 0     |
| Верес (Рівне)          | Перша ліга   | 2020/2021 | 1         | - 1       | 0     | 0     | 0     | 0     |

Статистика по лігах:
УПЛ: 4 матчі - 13 пропущених м'ячів
Друга ліга: 60 матчів - 52 пропущених м'яча
Кубок України: 4 матчі - 6 пропущених м'ячів